# Muhamed Mujagić
Hadži Muhamed-efendija (ev. Muhammed) Mujagić (1876 Sarajevo, osmanská říše – 21. září 1957 Sarajevo, Federativní lidová republika Jugoslávie) byl bosenskohercegovský šarí‘atský soudce bosňáckého původu.

## Životopis
Narodil se do rodiny, kterou tvořili hadži Omer Mujagić a Derviša Softić. V rodném městě navštěvoval mekteb a ruždii, islámské základní školy, a medresu Kuršumlija. V Sarajevu poté dokončil i Šarí‘atskou soudní školu (1900). Jistou dobu byl justičním čekatelem. Nato působil jako šarí‘atský soudce v Bosenském Brodu, Vlasenici a Sarajevu. Později se stal tajemníkem Vrchního šarí‘atského soudu v Sarajevu. Roku 1936 byl zvolen soudcem Vrchního šarí‘atského soudu, od roku 1938 v pozici předsedy. Roku 1939 byl penzionován. Mujagić byl rovněž zdatný kaligraf.
Roku 1927 společně s reisu-l-ulemou Mehmedem Džemaluddinem Čauševićem navštívil Malou Asii. Roku 1931 se zúčastnil Všeislámského světového kongresu v Jeruzalémě. Roku 1954 vykonal pouť do Mekky.
Jeho mladší bratr Ćamil byl také šarí‘atským soudcem. Šarí‘atskou soudní školu absolvoval roku 1905.